# Kanton Murat
Der Kanton Murat ist ein französischer Wahlkreis in der Region Auvergne-Rhône-Alpes. Er liegt im Arrondissement Saint-Flour des Départements Cantal. Sein Bureau centralisateur ist in Murat.

## Geschichte
Der Kanton entstand am 4. März 1790 als Teil des damaligen „District de Murat“. Mit der Gründung der Arrondissements am 17. Februar 1800 wurde der Kanton dem Arrondissement Murat zugeordnet und neu zugeschnitten. Am 10. September 1926 wurde dieses Arrondissement aufgelöst und der Kanton kam zum Arrondissement Saint-Flour. Von 1801 bis 2015 gehörten fünfzehn Gemeinden zum Kanton Murat. Der Kanton wurde am 22. März 2015 im Rahmen der Neugliederung der Kantone vergrößert. Weitere zwölf Gemeinden aus anderen Kantonen kamen zu den 15 des alten Kantons Murat hinzu, und zwar aus den Kantonen Allanche (11 Gemeinden) und Saint-Flour-Sud (1 Gemeinde). Daher zählt der Kanton Murat seit 2015 neu 22 Gemeinden.
Mit Wirkung vom 1. Januar 2025 wurde die Commune nouvelle Neussargues en Pinatelle faktisch aufgelöst und Neussargues-Moissac, Celles, Chalinargues, Chavagnac und Sainte-Anastasie wurden wieder zu selbstständigen Gemeinden. Dies erhöhte die Anzahl der Gemeinden des Wahlkreises auf 26.

## Gemeinden

### Kanton seit 2015
Der Kanton besteht aus 26 Gemeinden mit insgesamt 7664 Einwohnern (Stand: 1. Januar 2022) auf einer Gesamtfläche von 629,79 km²:
| Gemeinde              | Einwohner 1. Januar 2022 | Fläche km² | Dichte Einw./km² | Code INSEE | Postleitzahl |
| --------------------- | ------------------------ | ---------- | ---------------- | ---------- | ------------ |
| Albepierre-Bredons    | 240                      | 34,42      | 7                | 15025      | 15300        |
| Allanche              | 783                      | 49,89      | 16               | 15001      | 15160        |
| Celles                | 217                      | 18,35      | 12               | 15031      | 15170        |
| Chalinargues          | 311                      | 27,55      | 11               | 15035      | 15170        |
| Charmensac            | 72                       | 15,17      | 5                | 15043      | 15500        |
| Chavagnac             | 91                       | 16,58      | 5                | 15047      | 15170        |
| Cheylade              | 224                      | 32,81      | 7                | 15049      | 15400        |
| Dienne                | 238                      | 46,33      | 5                | 15061      | 15300        |
| Joursac               | 155                      | 21,11      | 7                | 15080      | 15170        |
| La Chapelle-d’Alagnon | 258                      | 9,20       | 28               | 15041      | 15300        |
| Landeyrat             | 86                       | 21,28      | 4                | 15091      | 15160        |
| Laveissenet           | 135                      | 10,79      | 13               | 15100      | 15300        |
| Laveissière           | 526                      | 34,93      | 15               | 15101      | 15300        |
| Lavigerie             | 113                      | 24,25      | 5                | 15102      | 15300        |
| Le Claux              | 161                      | 28,07      | 6                | 15050      | 15400        |
| Murat                 | 1.770                    | 20,26      | 87               | 15138      | 15300        |
| Neussargues-Moissac   | 834                      | 13,62      | 61               | 15141      | 15170        |
| Peyrusse              | 141                      | 29,26      | 5                | 15151      | 15170        |
| Pradiers              | 81                       | 23,61      | 3                | 15155      | 15160        |
| Sainte-Anastasie      | 124                      | 15,88      | 8                | 15171      | 15190        |
| Saint-Saturnin        | 191                      | 38,71      | 5                | 15213      | 15190        |
| Ségur-les-Villas      | 215                      | 26,69      | 8                | 15225      | 15300        |
| Ussel                 | 458                      | 10,34      | 44               | 15244      | 15300        |
| Vernols               | 59                       | 24,20      | 2                | 15253      | 15160        |
| Vèze                  | 64                       | 25,46      | 3                | 15256      | 15160        |
| Virargues             | 117                      | 11,03      | 11               | 15263      | 15300        |
| Kanton Murat          | 7.664                    | 629,79     | 12               | 1507       | –            |

### Veränderungen im Gemeindebestand seit der landesweiten Neuordnung der Kantone
2025: Abspaltung Neussargues en Pinatelle → Celles, Chalinargues, Chavagnac, Neussargues-Moissac und Sainte-Anastasie
2017: Fusion Chastel-sur-Murat und Murat → Murat
2016: Fusion Celles, Chalinargues, Chavagnac, Neussargues-Moissac und Sainte-Anastasie → Neussargues en Pinatelle

### Kanton Murat bis 2015
Der alte Kanton Murat umfasste die 15 Gemeinden Albepierre-Bredons, Celles, Chalinargues, Chastel-sur-Murat, Chavagnac, Cheylade, Le Claux, Dienne, La Chapelle-d’Alagnon, Laveissenet, Laveissière, Lavigerie, Murat, Neussargues-Moissac und Virargues.

### Bevölkerungsentwicklung
| Bevölkerungsentwicklung | Bevölkerungsentwicklung |
| Jahr                    | Einwohner               |
| ----------------------- | ----------------------- |
| 1962                    | 8834                    |
| 1968                    | 8383                    |
| 1975                    | 7871                    |
| 1982                    | 7297                    |
| 1990                    | 7052                    |
| 1999                    | 6353                    |
| 2006                    | 6108                    |
| 2013                    | 8365                    |
| 2020                    | 7914                    |

## Wahlen zum Rat des Départements Cantal
Bei den Wahlen am 22. März 2015 gewann das Gespann Bernard Delcros/Ghyslaine Pradel (DVD/Divers) bereits im 1. Wahlgang gegen Claudette Bout/Patrick Meral (DVG) mit einem Stimmenanteil von 78,26 % (Wahlbeteiligung:57,63 %).
| Vertreter im conseil général des Départements | Vertreter im conseil général des Départements | Vertreter im conseil général des Départements |
| Amtszeit                                      | Name                                          | Partei                                        |
| --------------------------------------------- | --------------------------------------------- | --------------------------------------------- |
| 2015–2021                                     | Bernard Delcros Ghyslaine Pradel              | DVD/Divers                                    |